# Pseudo-Aristoteles
Pseudo-Aristoteles ist die Bezeichnung für die offene Gruppe der Autoren derjenigen Schriften, die in der Antike oder im Mittelalter Aristoteles zugeschrieben wurden, aber später von der Forschung als unecht erwiesen wurden.
Da Aristoteles zu den bekanntesten Autoren gehörte und da er sich zu fast allen damals wissenschaftlich erforschten Themenbereichen geäußert hatte, konnte es als plausibel gelten, dass er mehr Schriften als die allgemein bekannten verfasst hatte. Daher wurde ihm eine Vielzahl von nicht authentischen Werken zugeschrieben (Pseudepigraphie), was diesen Schriften Beachtung und Autorität verschaffte. In diesen pseudo-aristotelischen Werken werden teilweise Ansichten vertreten, die sich stark von denen des Aristoteles unterschieden. Dadurch wurde für die Nachwelt das Bild von der Persönlichkeit und Lehre des Aristoteles verfälscht.
Zu den pseudoaristotelischen Werken gehören:
- möglicherweise die Schrift Der Staat der Athener, da die Authentizität umstritten ist.[1]
- die Oikonomika („Über die Hauswirtschaft“)[2] bzw. lateinisch Oeconomica (möglicherweise von einem Aristoteles-Schüler verfasst[3][4]).[5] Übersetzt wurde die Schrift unter anderem von Nikolaus von Oresme (Livre de Yconomique d’Aristote).[6]
- die Problemata physica[7] („Naturprobleme“), eine Sammlung von rund 890 Problemen aus zahlreichen Wissensgebieten. Dieses Werk hatte durch die mittelalterlichen und humanistischen Übersetzungen ins Lateinische eine starke Nachwirkung.[8]
- der Liber de causis
- die naturphilosophische Schrift De mundo („Über die Welt“)[9]
- De pomo („Über den Apfel“)[10]
- De coloribus („Über die Farben“)[11]
- De lapidibus („Über die Steine“)[12]
- Physiognomonica, ein aus zwei Teilen unterschiedlicher Herkunft zusammengesetztes Werk über Physiognomie
- De plantis („Über die Pflanzen“), eine Schrift, deren Urfassung von dem Peripatetiker Nikolaus von Damaskus stammte. Sie wurde ins Syrische, Arabische, Hebräische und Lateinische übersetzt.[13]
- De virtute („Über die Tugend“), auch De virtutibus („Über die Tugenden“) oder De virtutibus et vitiis („Über die Tugenden und die Laster“) genannt.[14]
- Secretum secretorum („Geheimnis der Geheimnisse“), eine Sammlung von Ratschlägen, die Aristoteles angeblich Alexander dem Großen erteilte. Übersetzungen dieses Werks erzielten sowohl im arabischsprachigen Raum als auch in der lateinischsprachigen Gelehrtenwelt des Mittelalters eine außerordentlich starke Nachwirkung.[15]
- die Rhetorica ad Alexandrum („Rhetorik an Alexander“), ein Lehrbuch der rhetorischen Technik[16]
- die Theologie des Aristoteles, eine Schrift, die Gedankengut des Neuplatonikers Plotin zusammenfassend wiedergibt[17]
- die Divisiones („Einteilungen“, griechisch dihaireseis), eine Materialsammlung über übergeordnete und untergeordnete Begriffe.[18]
- De Melisso Xenophane Gorgia (abgekürzt De MXG oder MXG)
- Quaestiones mechanicae, eine für die Entwicklung der Mechanik in der Renaissance wichtige Schrift über Mechanik